# Copper (řeka)
Copper (anglicky Copper River tj. Měděná řeka) je řeka na Aljašce v USA. Je přibližně 500 km dlouhá. Povodí má rozlohu 60 000 km².

## Průběh toku
Pramení na severních svazích Wrangelova pohoří. Na dolním toku protíná pohoří Chugach a ústí do Aljašského zálivu Tichého oceánu.

## Vodní režim
Zdrojem vody jsou převážně sněhové srážky a ledovce. Průměrný roční průtok vody u Chitiny činí 1000 m³/s. Zhruba půl roku je řeka pokrytá ledem. Nejvyšších vodních stavů dosahuje v období letních záplav od června do srpna.

## Využití
Na řece se nachází centrum těžařské oblasti vesnice Copper Center, které je spojené železnicí s přístavem Cordova u Aljašského zálivu.